# Hemipenthes morio
Hemipenthes morio, gelegentlich als „Zickzacklinien-Trauerschweber“ bezeichnet, ist eine Fliege aus der Familie der Wollschweber (Bombyliidae).

## Merkmale
Die Fliegen erreichen eine Körperlänge von 5 bis 14 Millimetern. Ihr Körper hat eine dunkle Färbung und ist dunkel beschuppt und behaart. Die Flügel sind am basalen Teil schwarz gefärbt, zur durchsichtigen Spitze hin ist die Farbe zickzackförmig abgegrenzt.

### Ähnliche Arten
- Anthrax anthrax

## Vorkommen und Lebensweise
Die Art ist von Westeuropa und Nordafrika bis in den Süden Sibiriens verbreitet. Wie die meisten übrigen Vertreter der Gattung Hemipenthes leben die Larven hyperparasitisch und entwickeln sich an Raupenfliegen (Tachinidae), die sich wiederum in Schmetterlingsraupen entwickeln. Die Larven tragen nach hinten gerichtete Kränze aus Dornen, die Puppen sind ebenso bedornt.

## Belege
- Joachim Haupt, Hiroko Haupt: Fliegen und Mücken. Beobachtung, Lebensweise. 1. Auflage. Naturbuch-Verlag, Jena / Stuttgart 1995, ISBN 3-89440-278-4.